# 10070 Liuzongli
10070 Liuzongli è un asteroide della fascia principale. Scoperto nel 1989, presenta un'orbita caratterizzata da un semiasse maggiore pari a 2,2614646 UA e da un'eccentricità di 0,0952758, inclinata di 2,27007° rispetto all'eclittica.